# Paul Swarbrick

Wappen von Paul Swarbrick

Paul Swarbrick (* 2. Juli 1958 in Garstang, Lancashire, Vereinigtes Königreich) ist ein britischer Geistlicher und römisch-katholischer Bischof von Lancaster.

## Leben
Paul Swarbrick empfing am 10. Juli 1982 durch den Bischof von Lancaster, Brian Charles Foley, das Sakrament der Priesterweihe.
Am 12. Februar 2018 ernannte ihn Papst Franziskus zum Bischof von Lancaster. Der emeritierte Bischof von Lancaster, Michael Campbell OSA, spendete ihm am 9. April desselben Jahres die Bischofsweihe; Mitkonsekratoren waren der Erzbischof von Liverpool, Malcolm McMahon OP, und der Bischof von Shrewsbury, Mark Davies.